# 크로피우니츠키
크로피우니츠키(우크라이나어: Кропивницький), 옛 이름 키로보흐라드(Кіровоград)는 우크라이나 중부에 위치한 도시로 키로보흐라드주의 주도이며 면적은 103km2, 높이는 124m, 인구는 239,400명(2004년 기준), 인구 밀도는 2,324명/km2이다.

## 역사
도시가 설치되기 전에는 자포로자 코자크의 여러 정착지가 있었으며 나중에 도시 지역이 되었다.

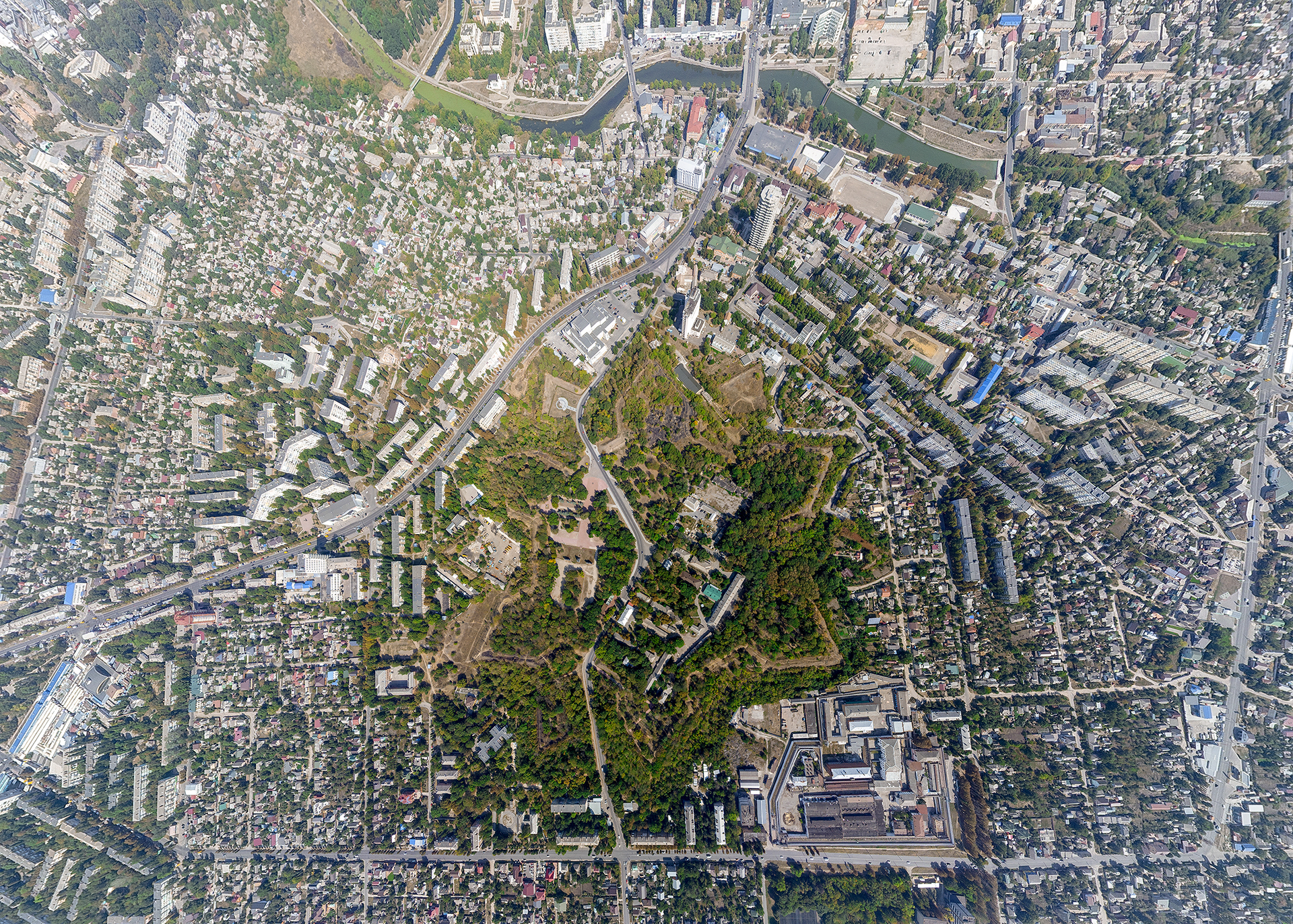
위에서 본 오래된 요새의 전망

1754년에 당시 러시아 제국의 황제였던 옐리자베타 페트로브나에서 유래된 성 엘리자베타 요새가 건설되었고 1784년에 옐리자베트그라드(우크라이나어: Єлисаветград)라는 이름의 도시가 되었다. 1882년, 최초의 우크라이나 전문 극장이 이곳에서 열렸습니다.
소련-우크라이나 전쟁(1917~1921) 동안 도시는 우크라이나 인민공화국의 지배를 받았다. 1920년 소련군은 세 번째로 엘리자베트그라드를 점령했다. 1924년에 소련의 볼셰비키 정치인인 그리고리 지노비예프에서 이름을 딴 지노비옙스크(러시아어: Зиновьевск)라는 이름으로 변경되었다가 1934년에 소련의 공산당 지도자인 세르게이 키로프에서 이름을 딴 키로보(Кирово)로 변경되었다. 1939년에는 키로보그라드(Кировоград)라는 이름으로 변경되었고. 1941년 8월 5일부터 1944년 1월 8일까지는 나치 독일의 점령 하에 있었다.
1991년 우크라이나가 독립을 되찾은 후 도시 이름을 두고 큰 논쟁이 벌어졌다. 일부는 엘리자베트그라드의 귀환을 원했지만 다시 한번 러시아 황후의 이름을 우크라이나 도시에 붙이는 것은 부적절하다는 의견도 있었다. 러시아-우크라이나 전쟁이 시작된 지 2년 후인 2016년 7월 14일, 도시는 최초의 우크라이나 극장 창립자 중 한 명인 마르코 크로피우니츠키를 기리기 위해 이름이 또 다시 바뀌었다. 러시아의 우크라이나 침공 당시 정기적으로 러시아의 미사일 공격을 받기 시작했으며 남동부에서 온 수천 명의 난민들의 피난처가 되었다.

## 기후
| Kropyvnytskyi, Ukraine (1949-2011)의 기후 | Kropyvnytskyi, Ukraine (1949-2011)의 기후 | Kropyvnytskyi, Ukraine (1949-2011)의 기후 | Kropyvnytskyi, Ukraine (1949-2011)의 기후 | Kropyvnytskyi, Ukraine (1949-2011)의 기후 | Kropyvnytskyi, Ukraine (1949-2011)의 기후 | Kropyvnytskyi, Ukraine (1949-2011)의 기후 | Kropyvnytskyi, Ukraine (1949-2011)의 기후 | Kropyvnytskyi, Ukraine (1949-2011)의 기후 | Kropyvnytskyi, Ukraine (1949-2011)의 기후 | Kropyvnytskyi, Ukraine (1949-2011)의 기후 | Kropyvnytskyi, Ukraine (1949-2011)의 기후 | Kropyvnytskyi, Ukraine (1949-2011)의 기후 | Kropyvnytskyi, Ukraine (1949-2011)의 기후 |
| 월                                        | 1월                                       | 2월                                       | 3월                                       | 4월                                       | 5월                                       | 6월                                       | 7월                                       | 8월                                       | 9월                                       | 10월                                      | 11월                                      | 12월                                      | 연간                                      |
| ----------------------------------------- | ----------------------------------------- | ----------------------------------------- | ----------------------------------------- | ----------------------------------------- | ----------------------------------------- | ----------------------------------------- | ----------------------------------------- | ----------------------------------------- | ----------------------------------------- | ----------------------------------------- | ----------------------------------------- | ----------------------------------------- | ----------------------------------------- |
| 역대 최고 기온 °C (°F)                    | 11.1 (52.0)                               | 18.7 (65.7)                               | 22.8 (73.0)                               | 28.9 (84.0)                               | 36.0 (96.8)                               | 35.5 (95.9)                               | 38.1 (100.6)                              | 39.4 (102.9)                              | 35.0 (95.0)                               | 28.9 (84.0)                               | 22.0 (71.6)                               | 15.7 (60.3)                               | 39.4 (102.9)                              |
| 일평균 최고 기온 °C (°F)                  | −2.2 (28.0)                               | −1.1 (30.0)                               | 4.8 (40.6)                                | 14.4 (57.9)                               | 21.0 (69.8)                               | 24.6 (76.3)                               | 26.5 (79.7)                               | 26.1 (79.0)                               | 20.5 (68.9)                               | 13.2 (55.8)                               | 5.3 (41.5)                                | 0.1 (32.2)                                | 12.7 (54.9)                               |
| 일일 평균 기온 °C (°F)                    | −4.8 (23.4)                               | −3.9 (25.0)                               | 0.8 (33.4)                                | 9.0 (48.2)                                | 15.3 (59.5)                               | 18.8 (65.8)                               | 20.7 (69.3)                               | 19.9 (67.8)                               | 14.6 (58.3)                               | 8.3 (46.9)                                | 2.1 (35.8)                                | −2.3 (27.9)                               | 8.2 (46.8)                                |
| 일평균 최저 기온 °C (°F)                  | −7.8 (18.0)                               | −7.1 (19.2)                               | −2.8 (27.0)                               | 3.8 (38.8)                                | 9.2 (48.6)                                | 12.9 (55.2)                               | 14.7 (58.5)                               | 13.8 (56.8)                               | 8.9 (48.0)                                | 3.6 (38.5)                                | −0.8 (30.6)                               | −5.0 (23.0)                               | 3.6 (38.5)                                |
| 역대 최저 기온 °C (°F)                    | −30.0 (−22.0)                             | −31.1 (−24.0)                             | −25.0 (−13.0)                             | −8.0 (17.6)                               | −3.6 (25.5)                               | 0.8 (33.4)                                | 1.2 (34.2)                                | 0.0 (32.0)                                | −5.0 (23.0)                               | −10.0 (14.0)                              | −21.2 (−6.2)                              | −26.1 (−15.0)                             | −31.1 (−24.0)                             |
| 평균 강수량 mm (인치)                     | 33.1 (1.30)                               | 30.7 (1.21)                               | 33.8 (1.33)                               | 46.1 (1.81)                               | 44.0 (1.73)                               | 70.7 (2.78)                               | 76.2 (3.00)                               | 53.3 (2.10)                               | 36.4 (1.43)                               | 28.1 (1.11)                               | 35.0 (1.38)                               | 46.7 (1.84)                               | 534.1 (21.03)                             |
| 평균 강수일수                             | 20.0                                      | 17.3                                      | 15.3                                      | 7.9                                       | 9.6                                       | 8.6                                       | 5.6                                       | 4.0                                       | 7.9                                       | 10.5                                      | 15.2                                      | 18.4                                      | 140.3                                     |
| 평균 상대 습도 (%)                        | 86.3                                      | 83.8                                      | 77.1                                      | 62.2                                      | 61.6                                      | 65.9                                      | 66.8                                      | 62.4                                      | 70.5                                      | 78.2                                      | 86.8                                      | 88.5                                      | 74.2                                      |
| 출처: Climatebase.ru                      |                                           |                                           |                                           |                                           |                                           |                                           |                                           |                                           |                                           |                                           |                                           |                                           |                                           |

## 갤러리

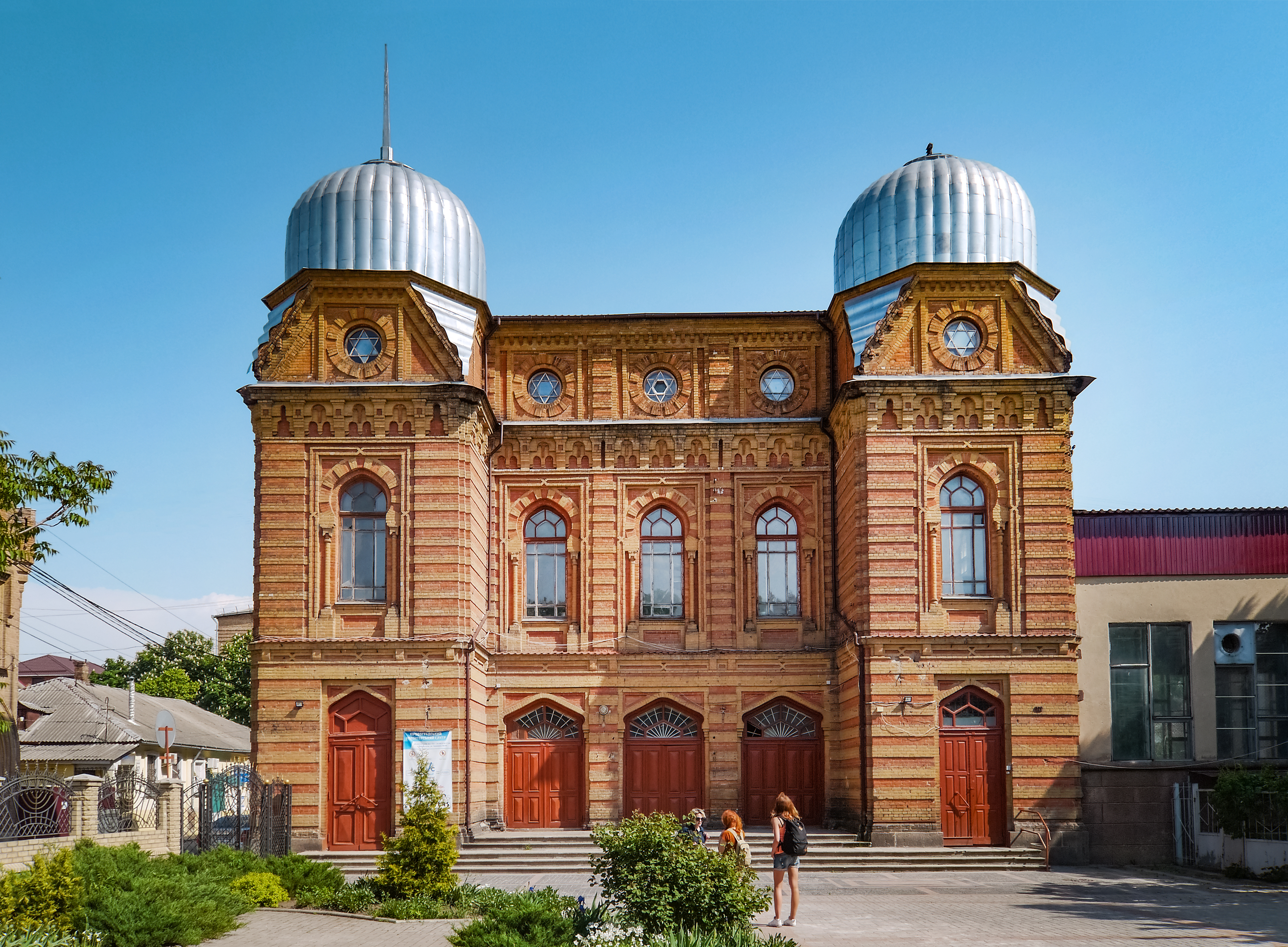
오래된 회당
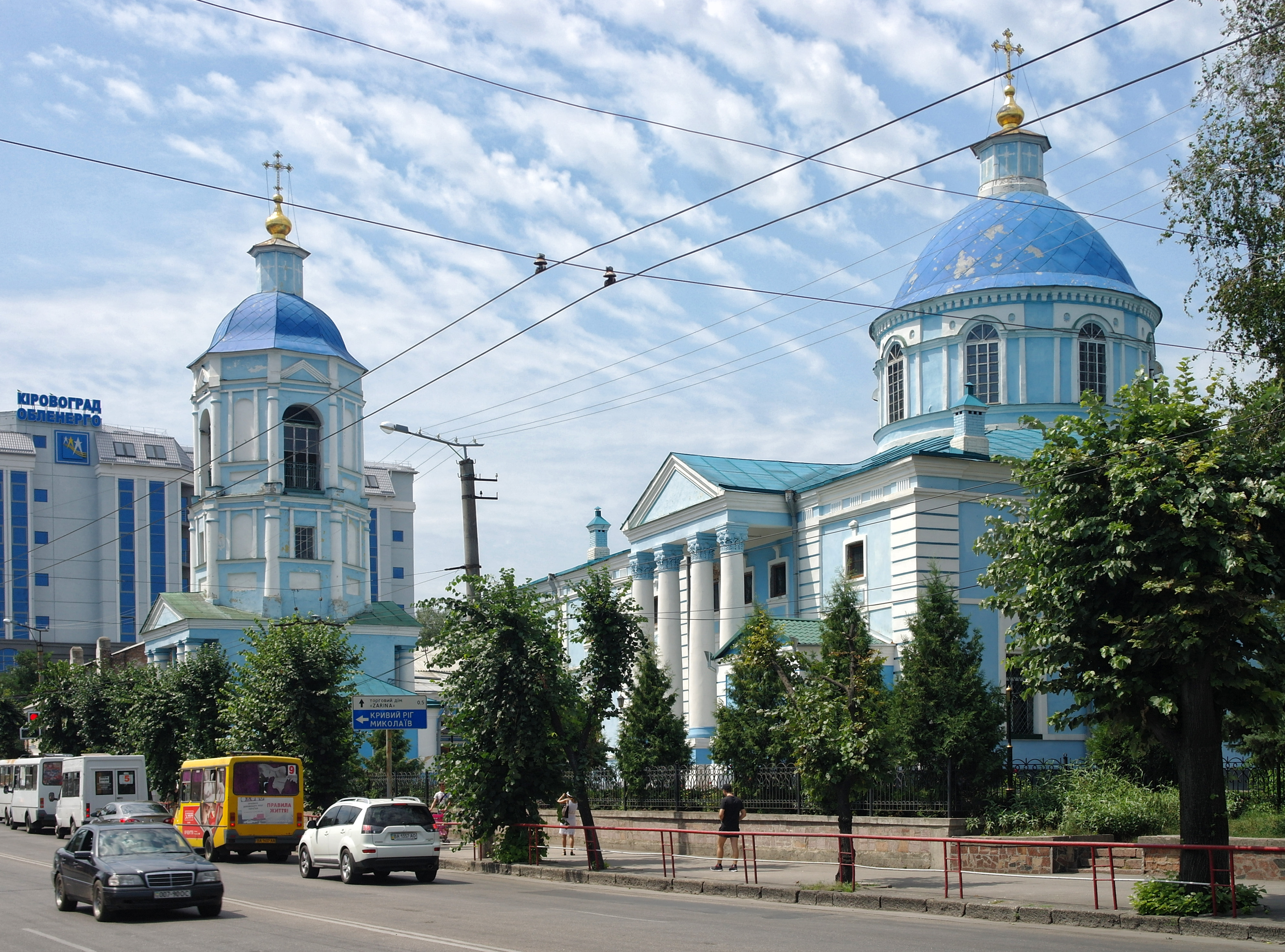
그리스 정교회
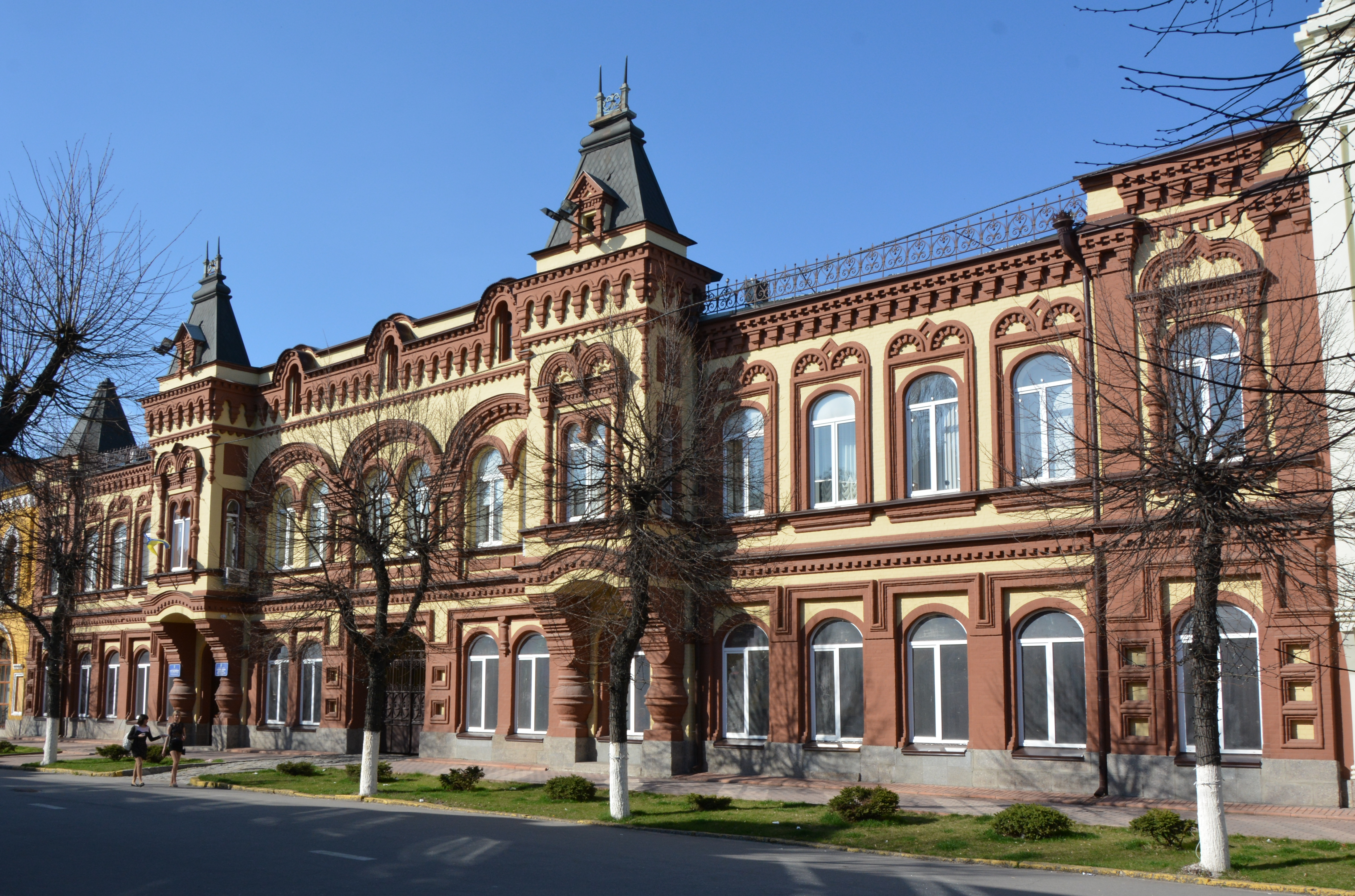
역사적 기념물
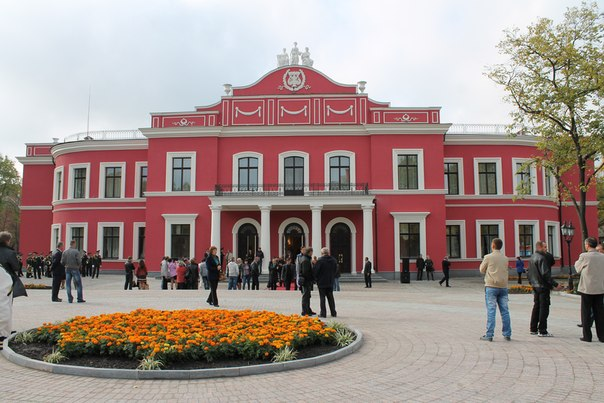
극장 건물
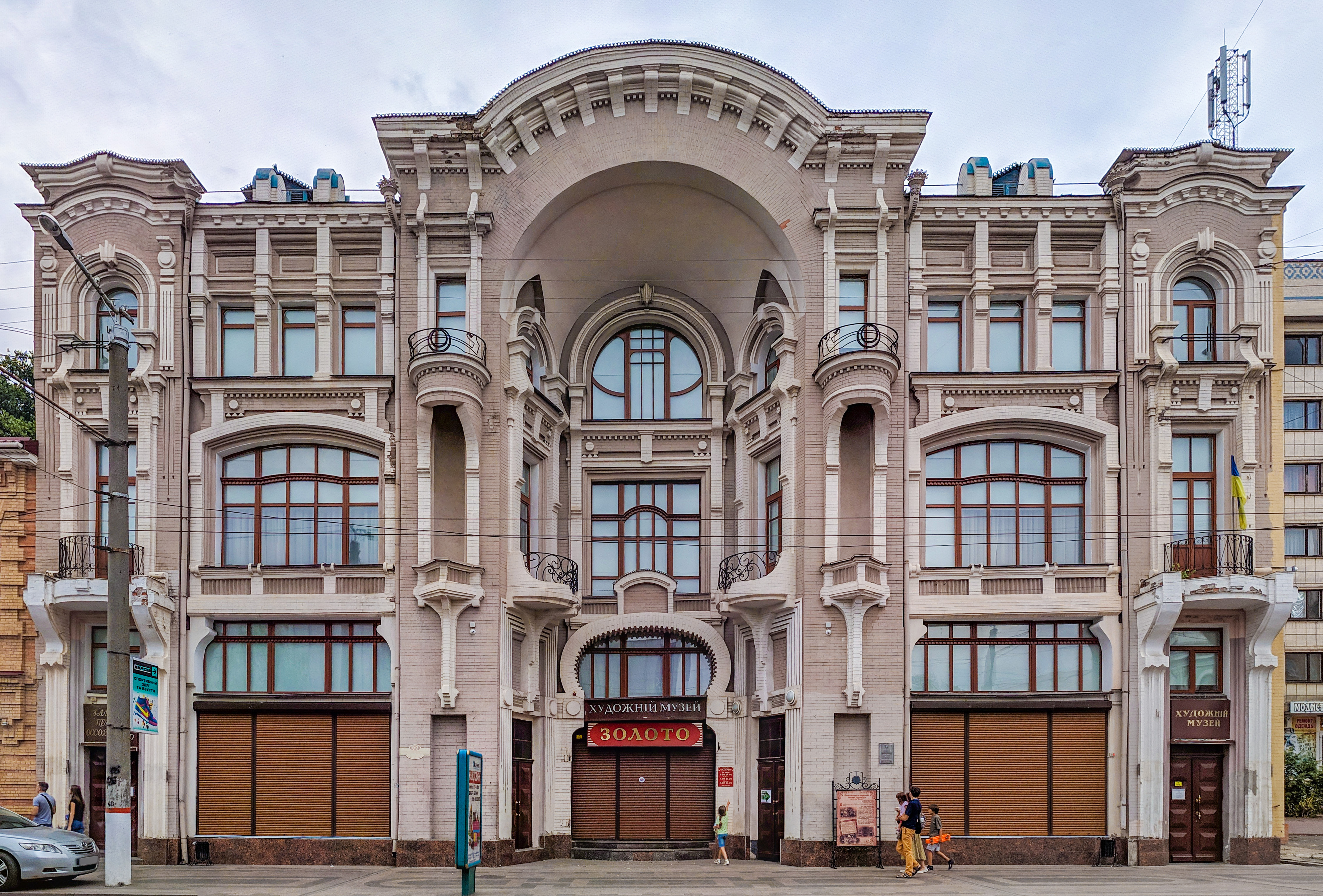
박물관 중 하나
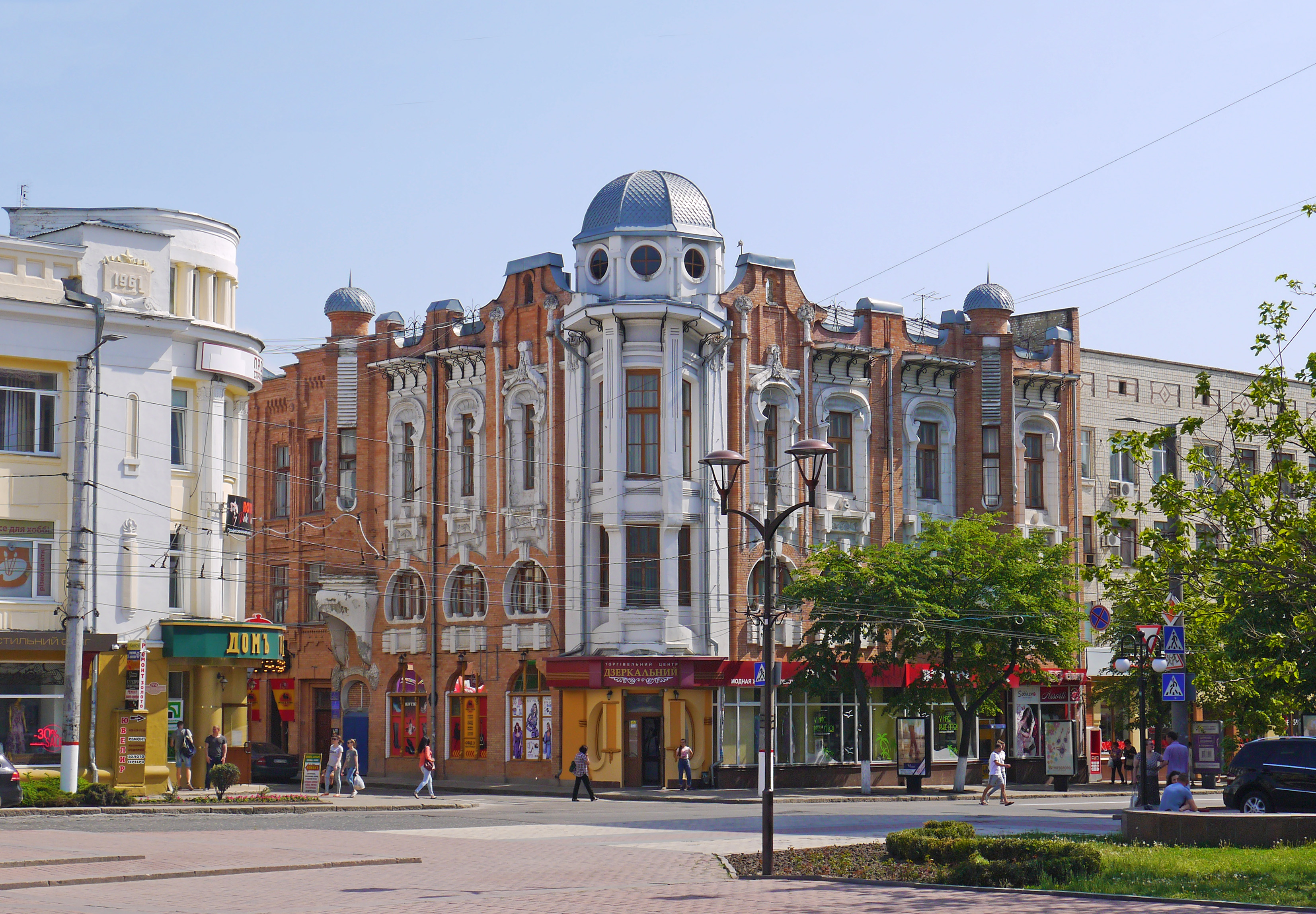
오래된 호텔
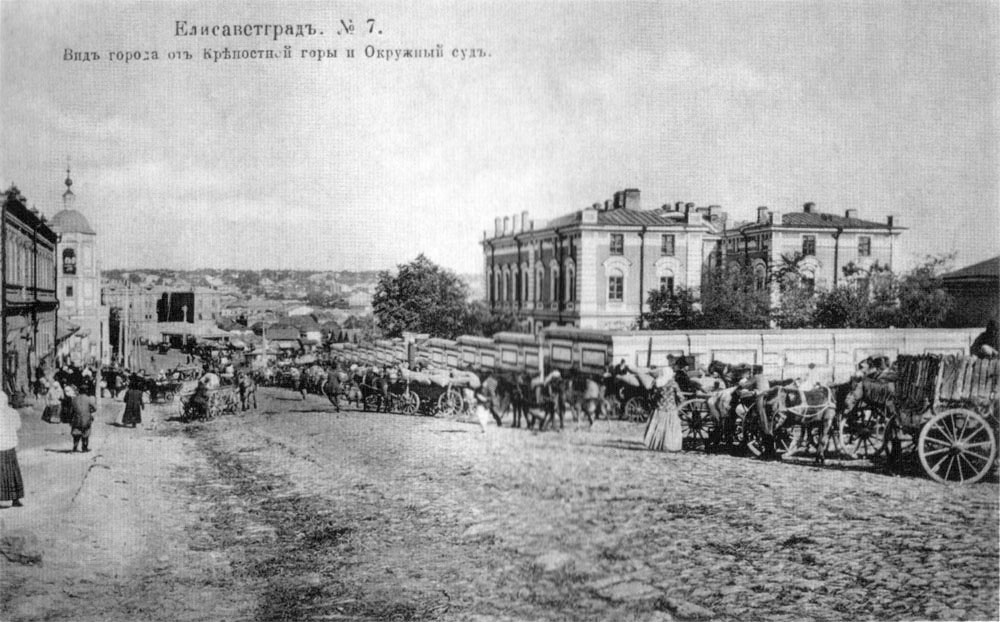
도시의 파노라마, 1910
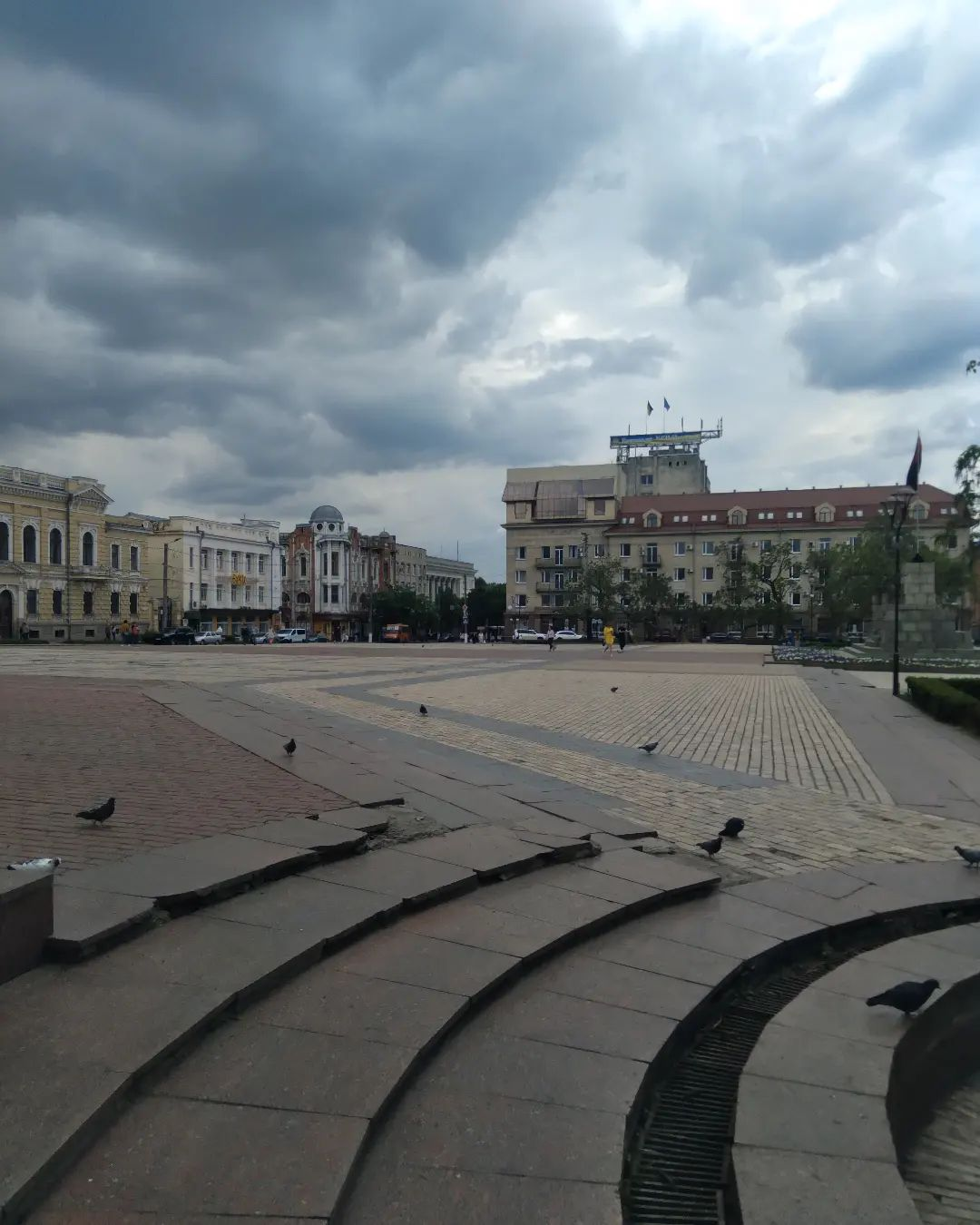
유로마이단 영웅 광장
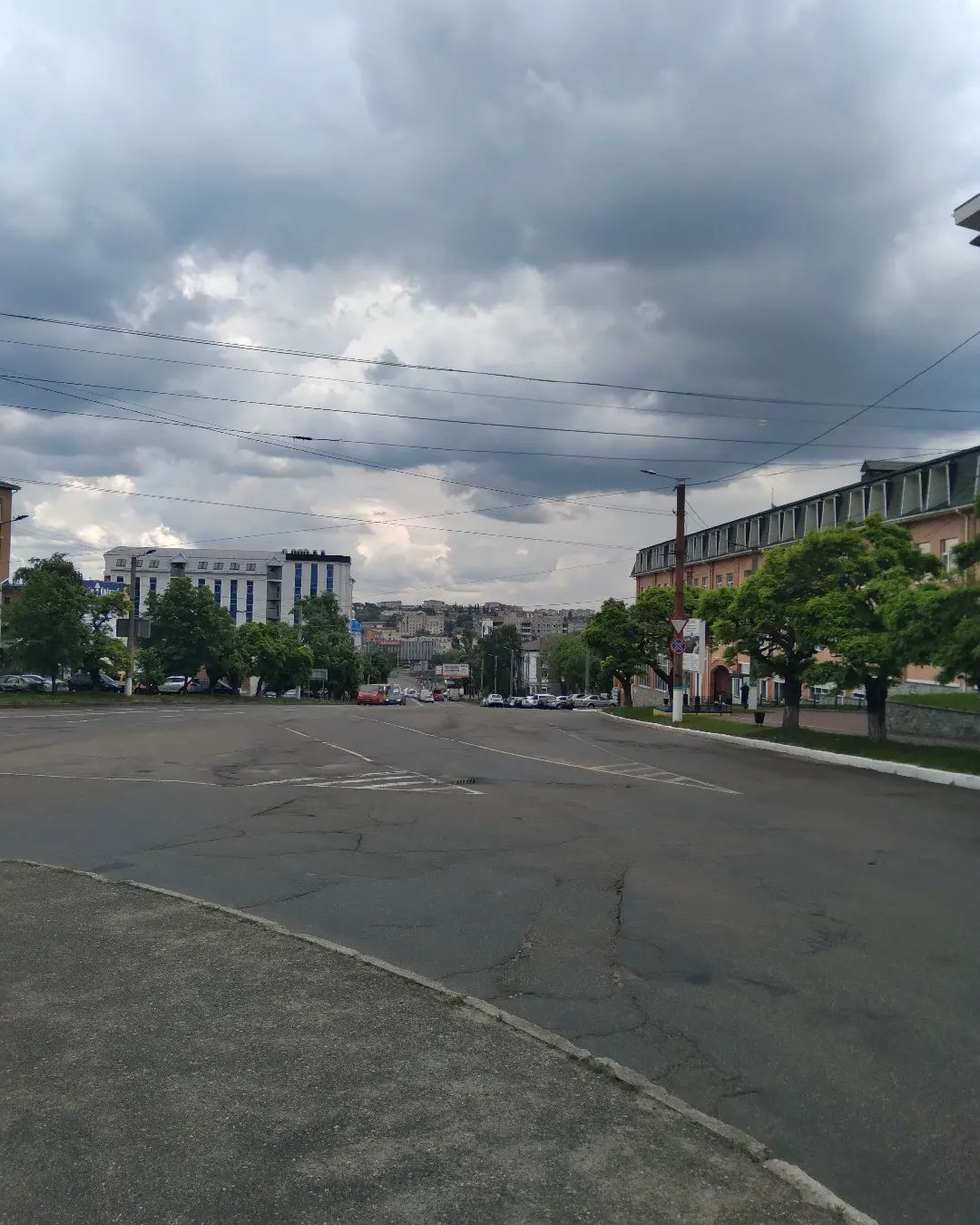
도시 서쪽에서 내려다본 내리막 풍경
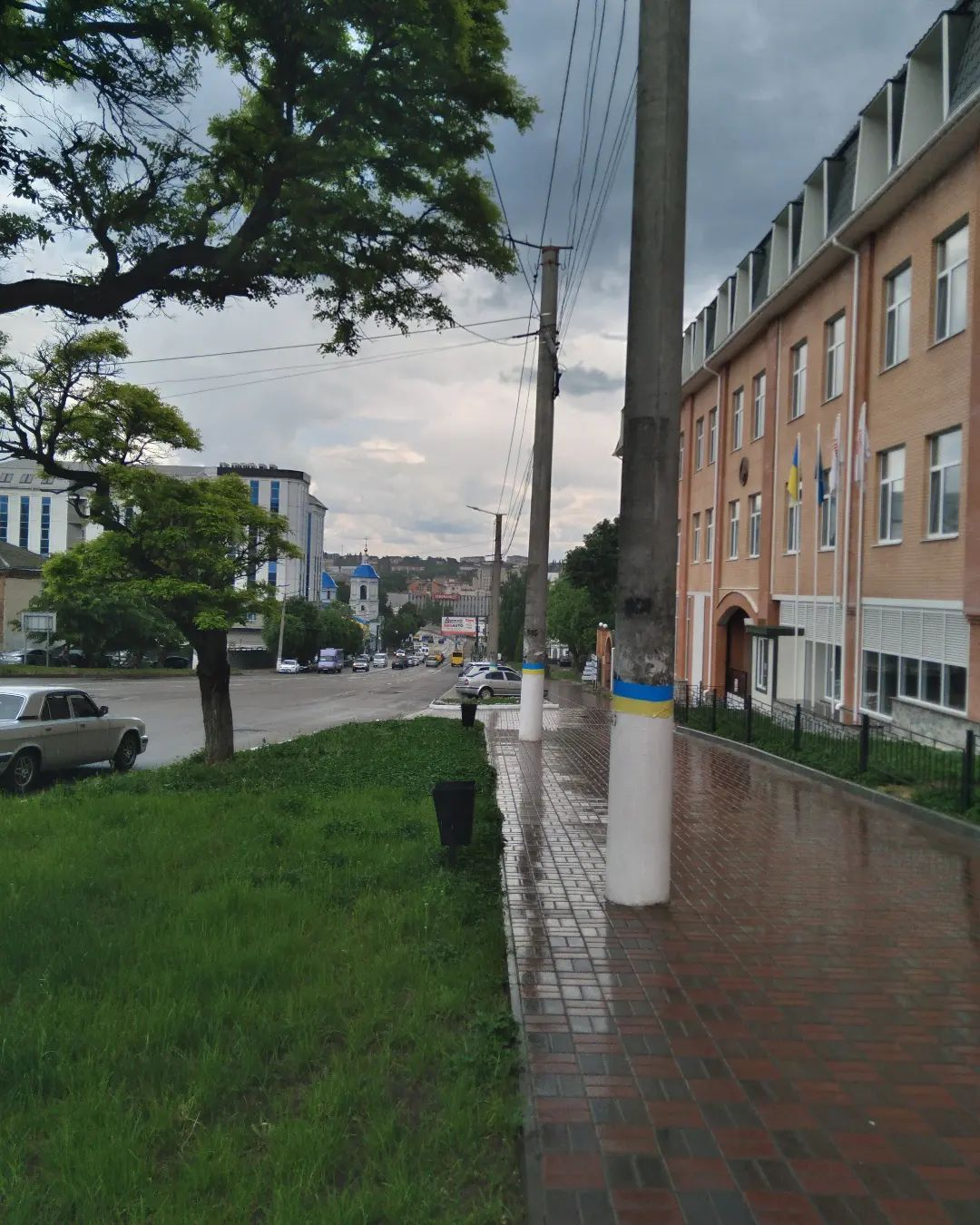
도시 파노라마, 2023
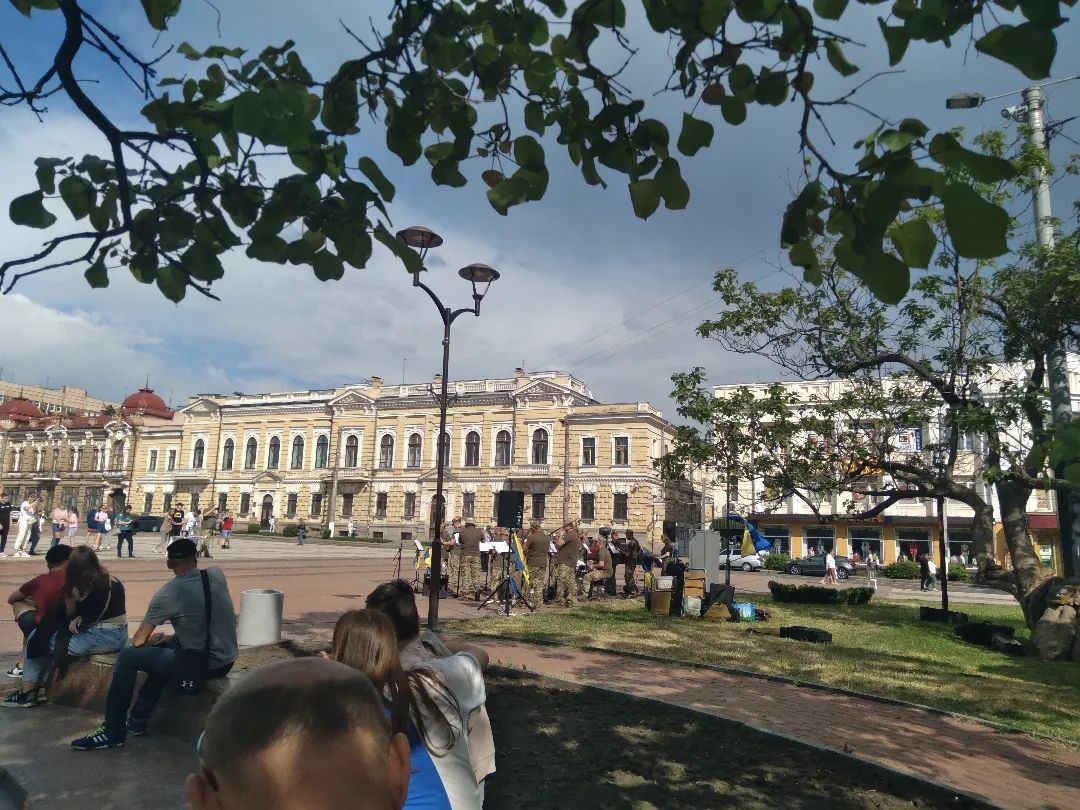
사람들을 위해 연주하는 오케스트라, 2023
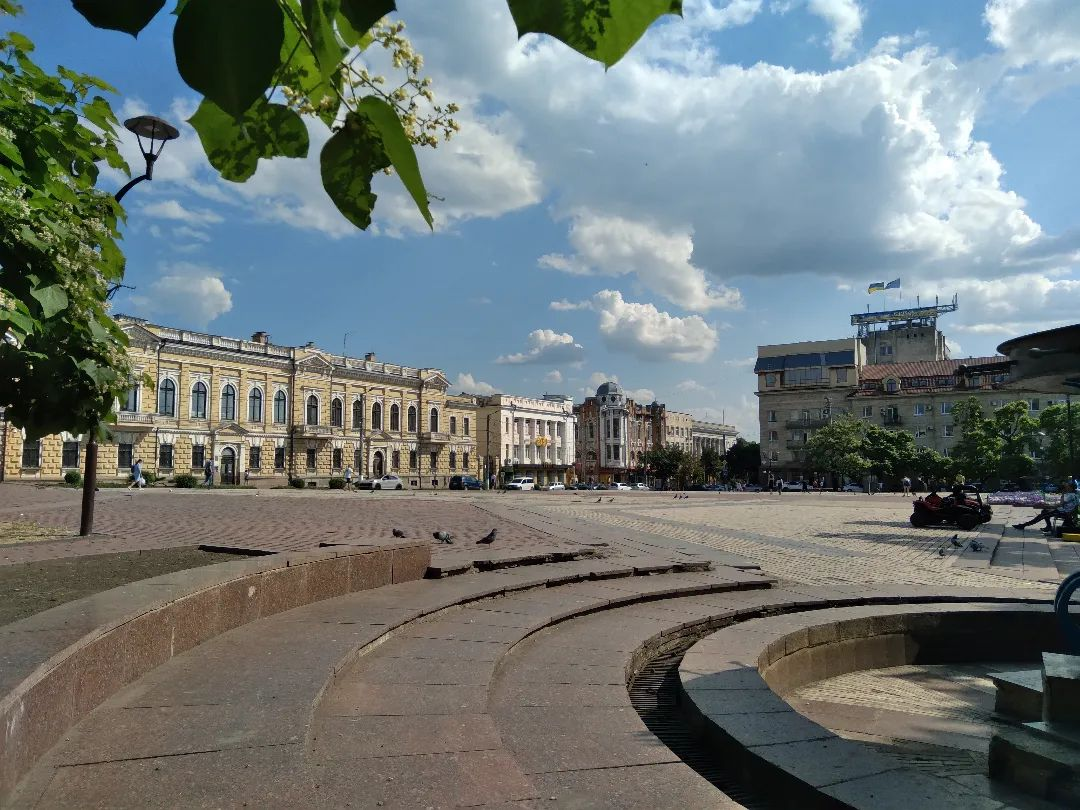
메인 광장
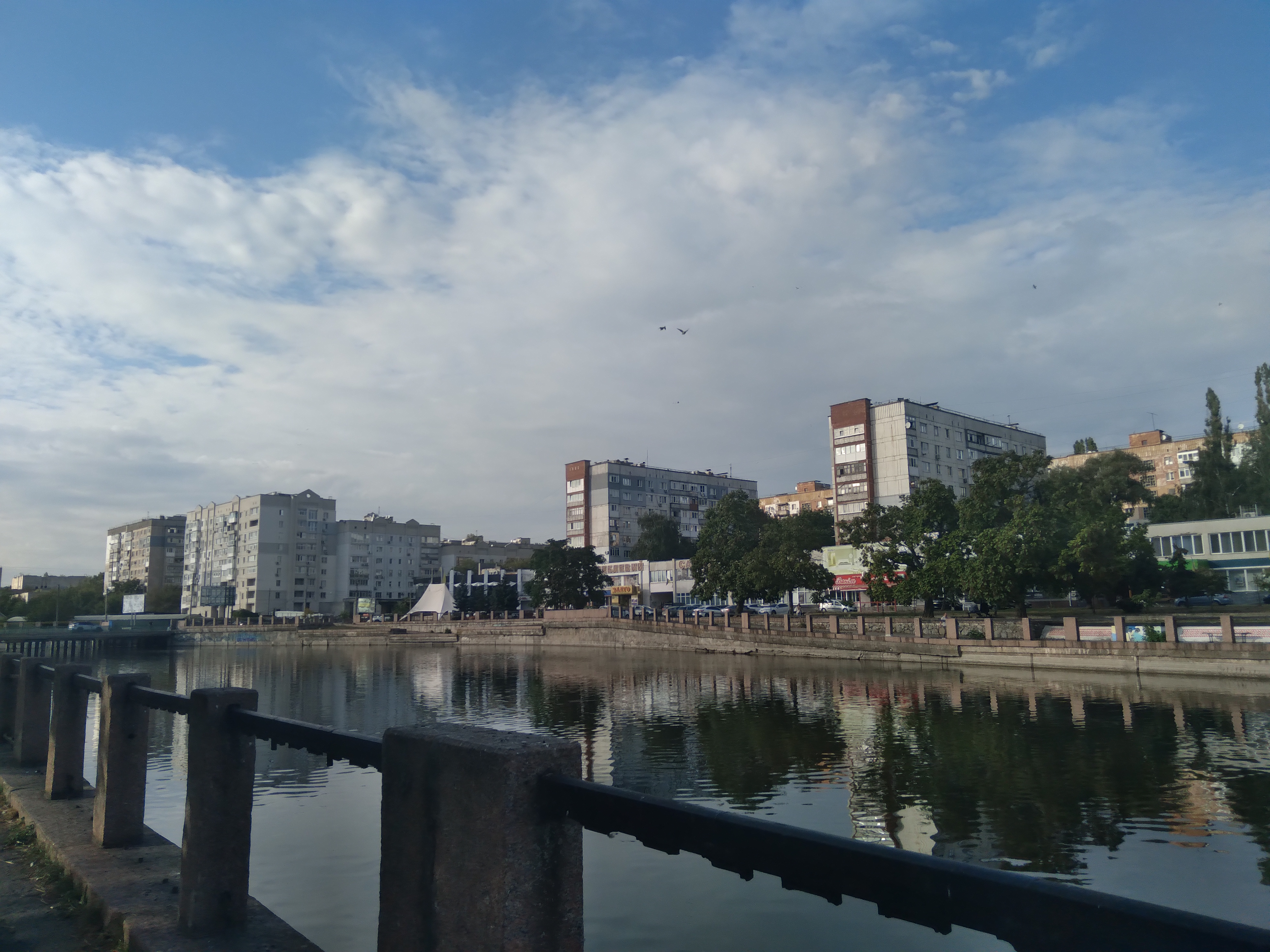
도심의 제방
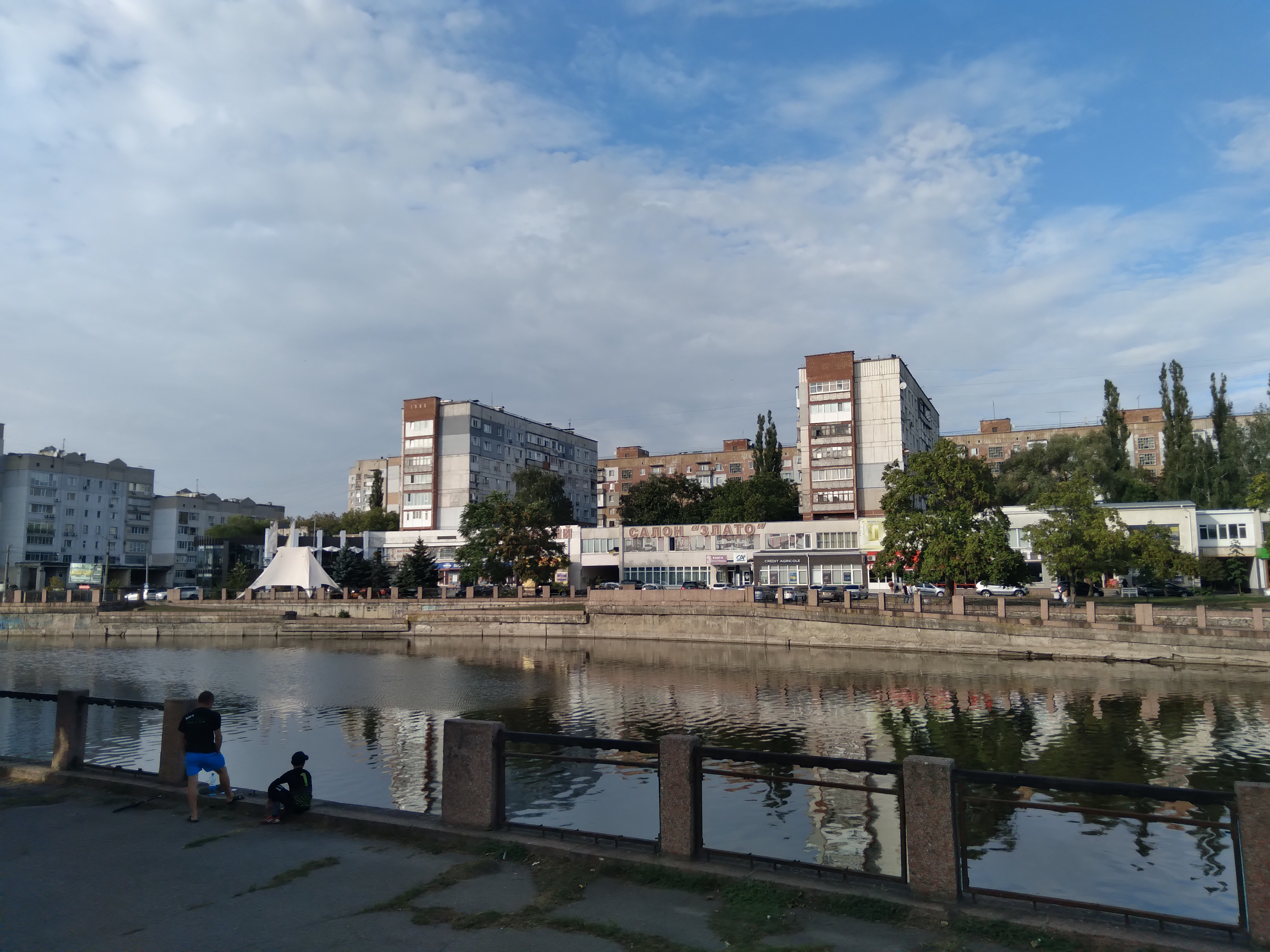
제방에 주거용 건물
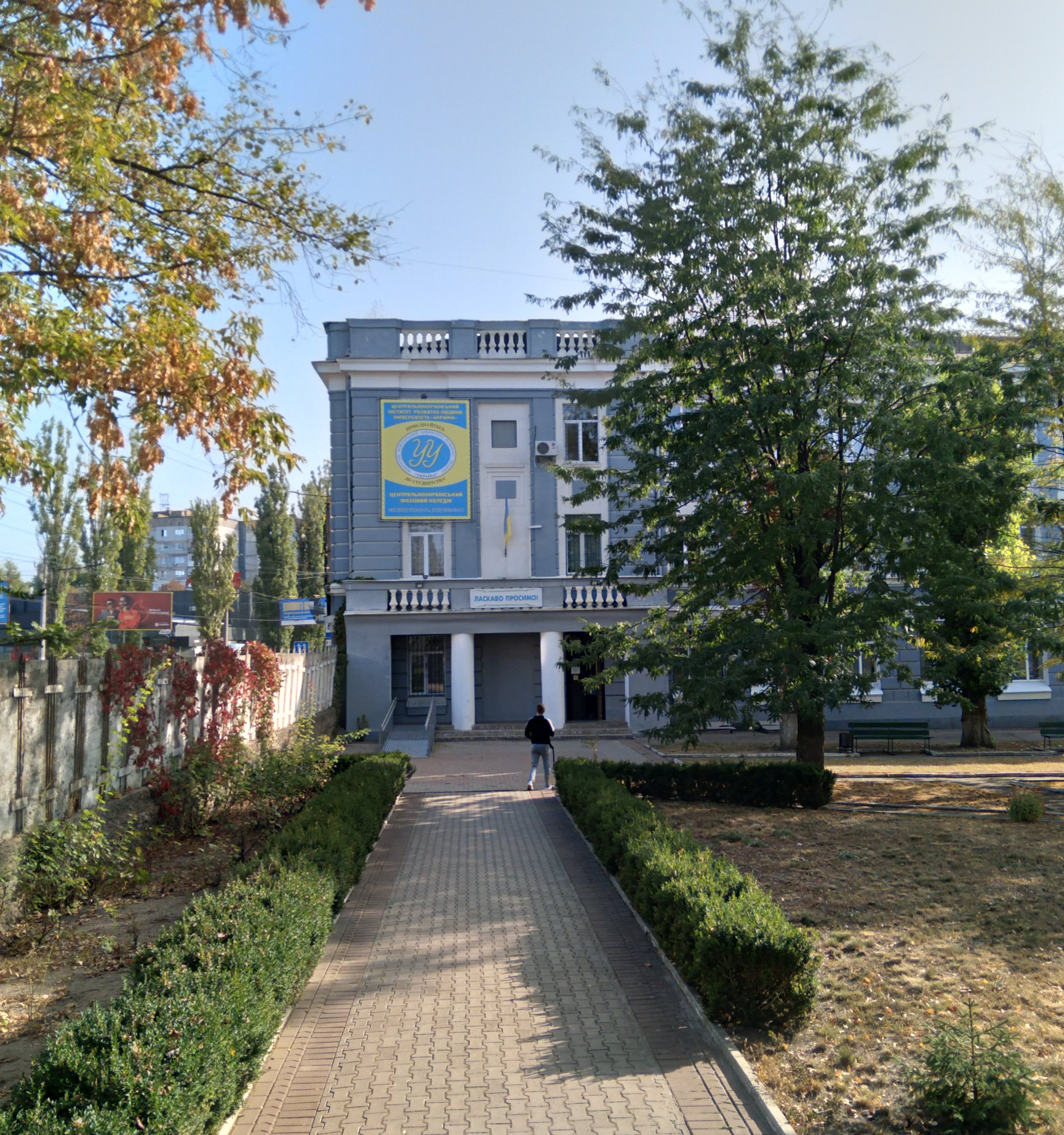
도시의 고등 교육 기관 중 하나
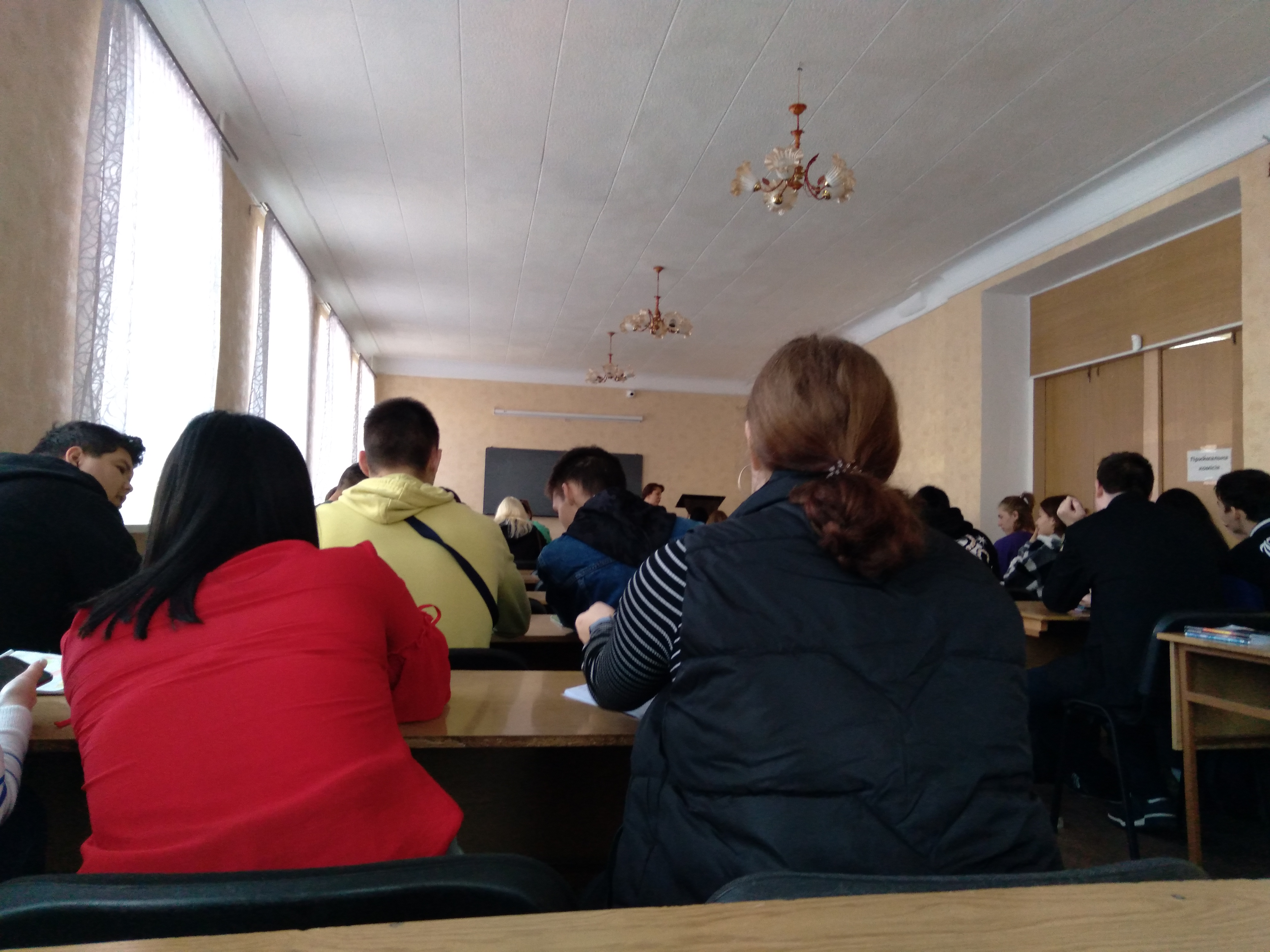
대학 강당 중 하나
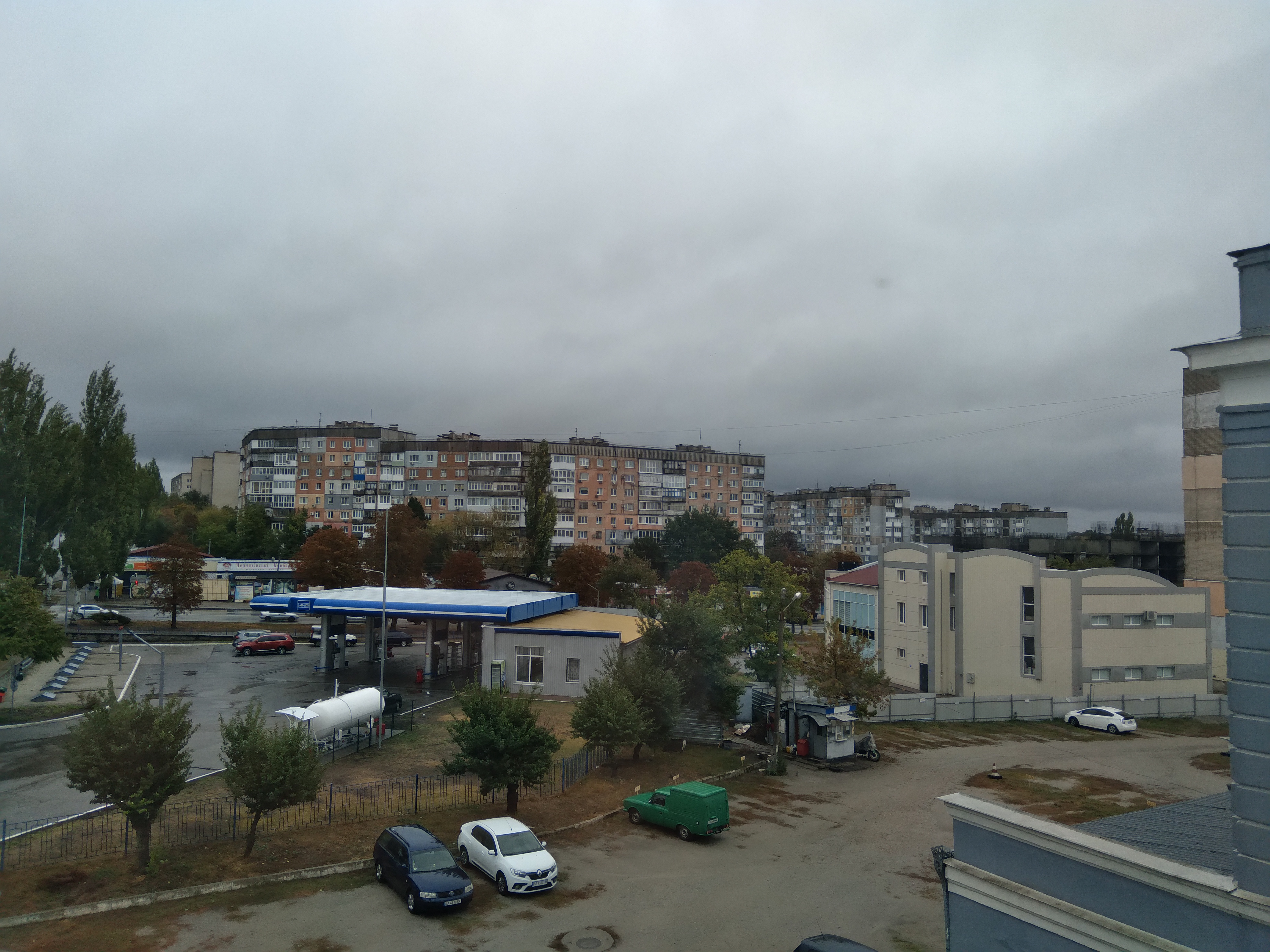
도심 속 주거단지
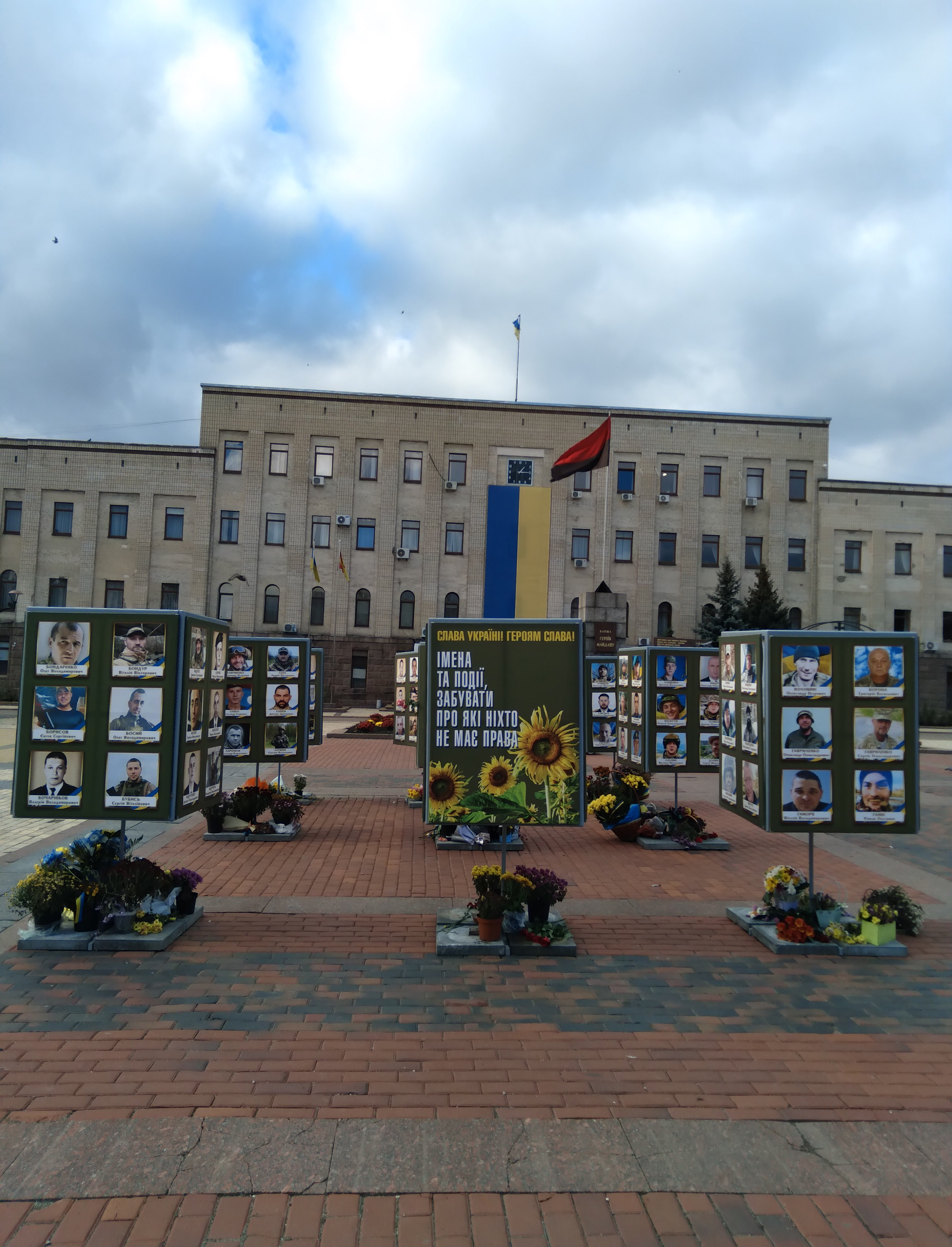
지역 의회(및 우크라이나를 방어하기 위해 사망한 군인의 사진)
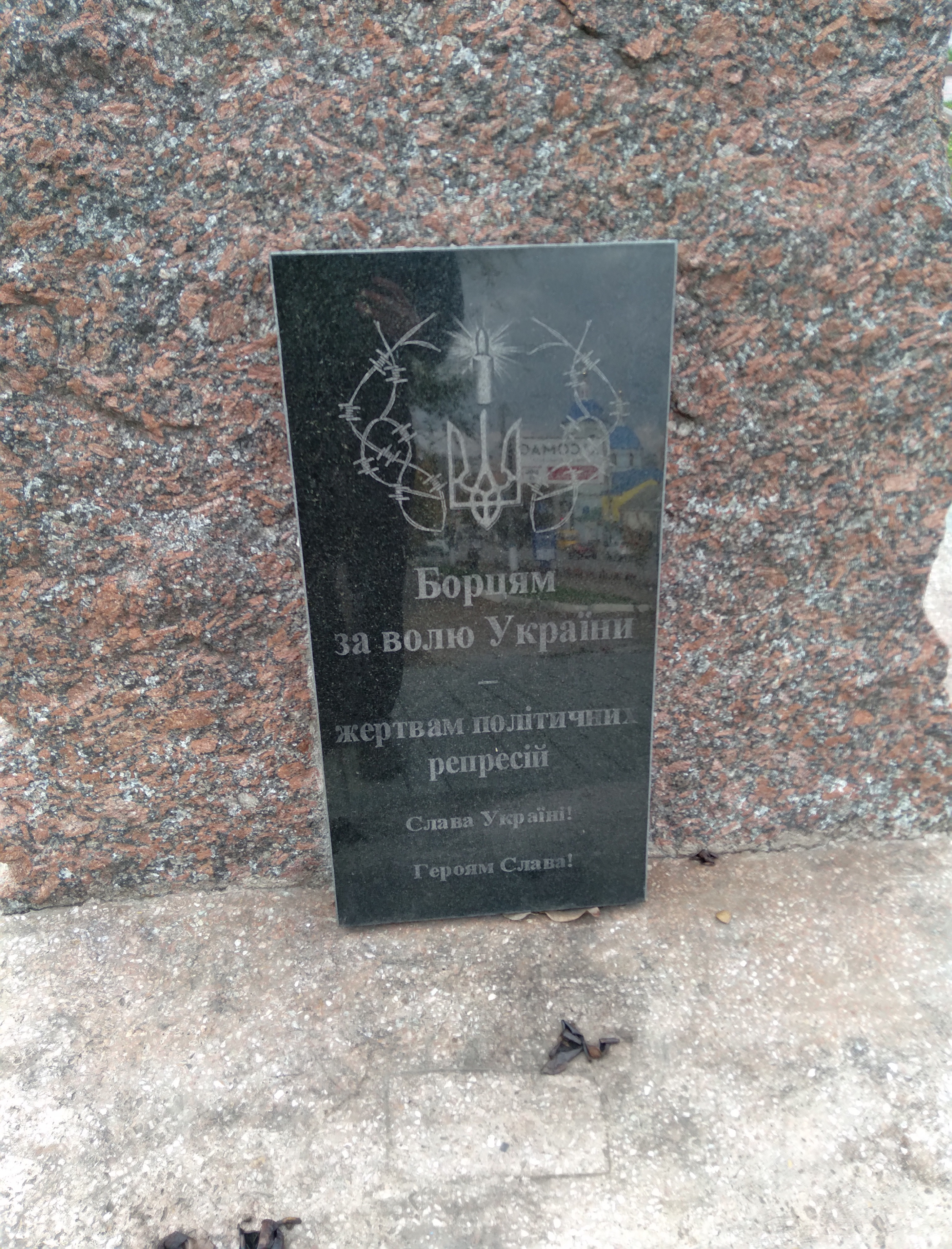
소련 탄압의 희생자들을 기리는 기념비
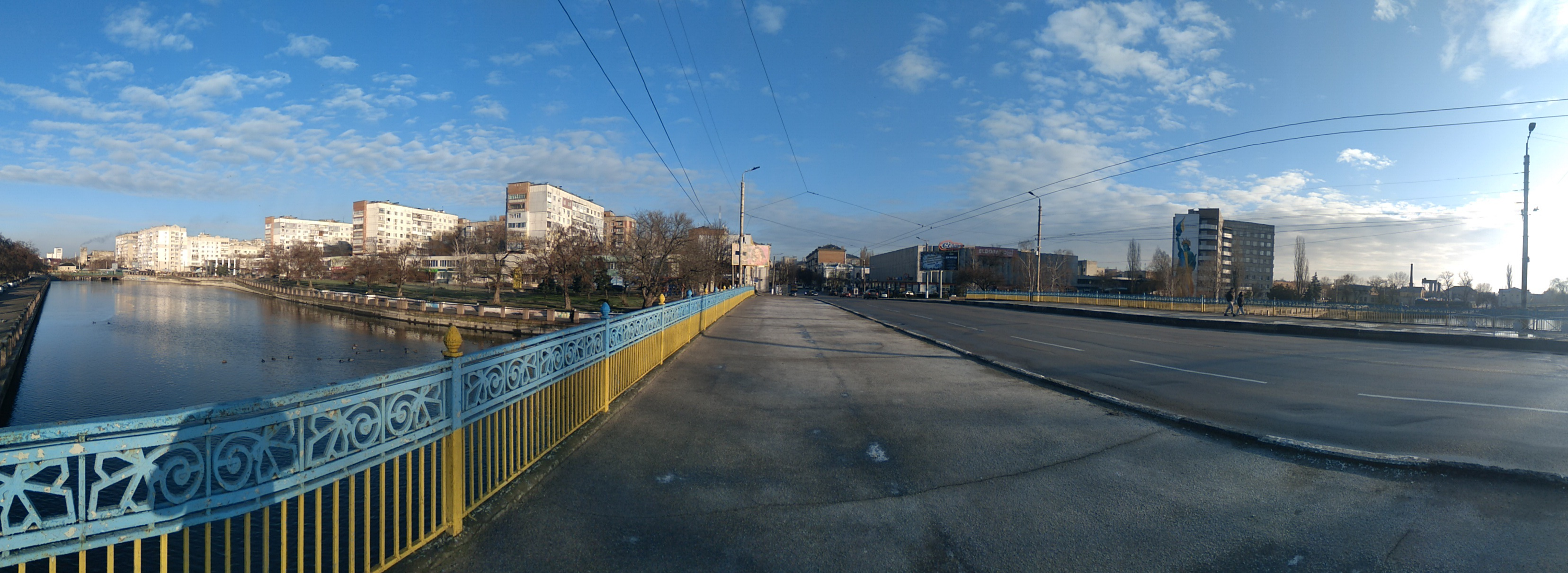
제방(파노라마)
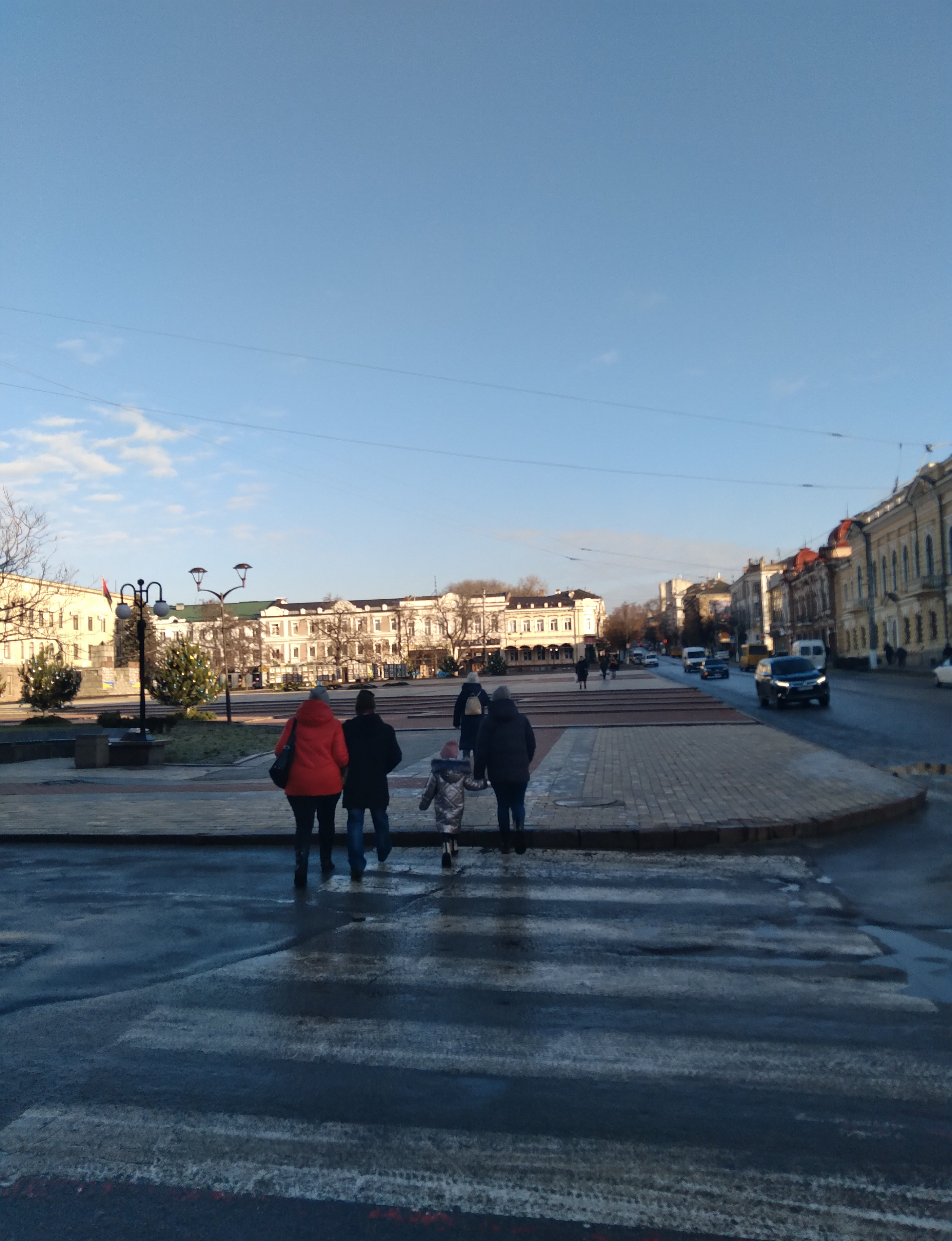
메인 광장
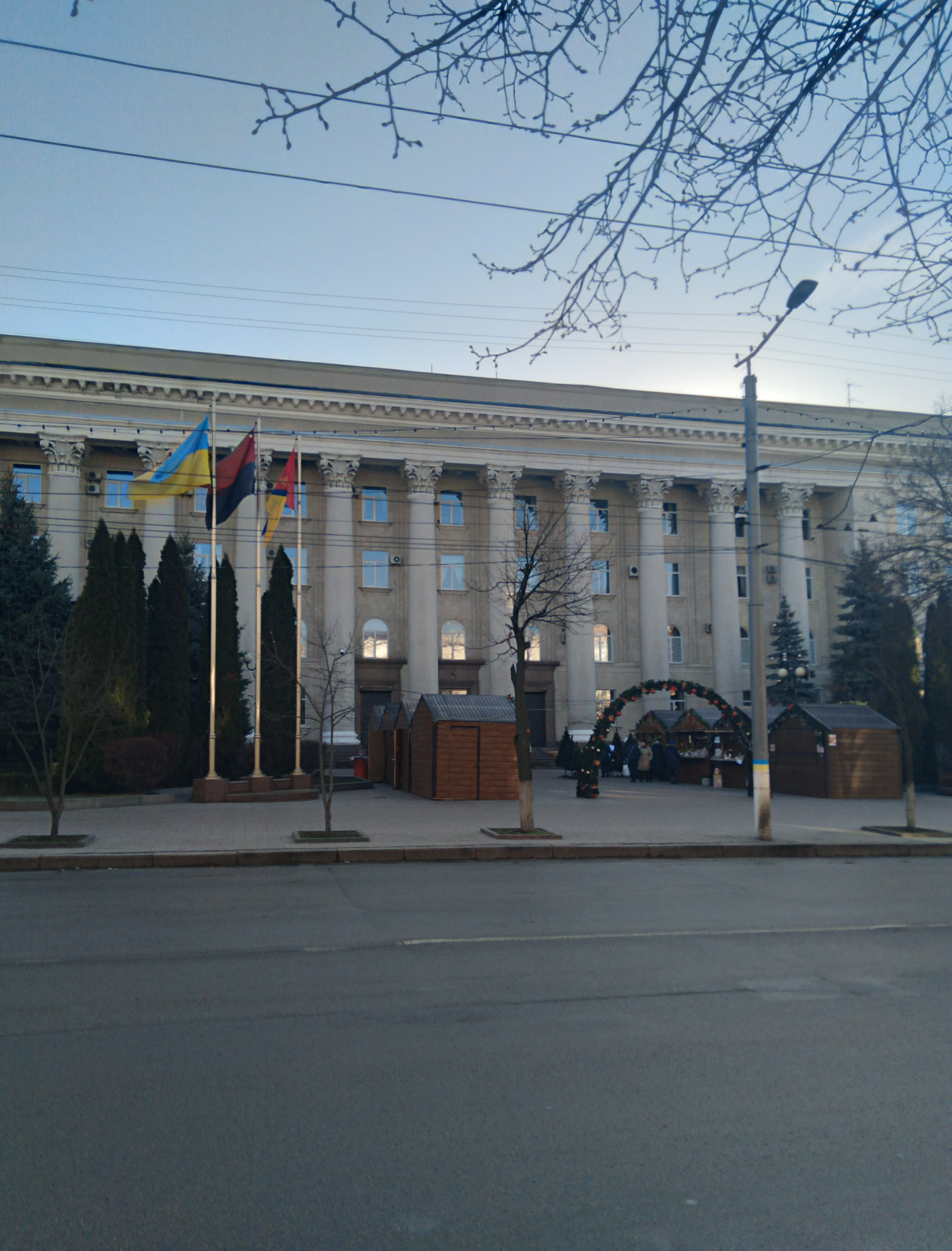
시의회
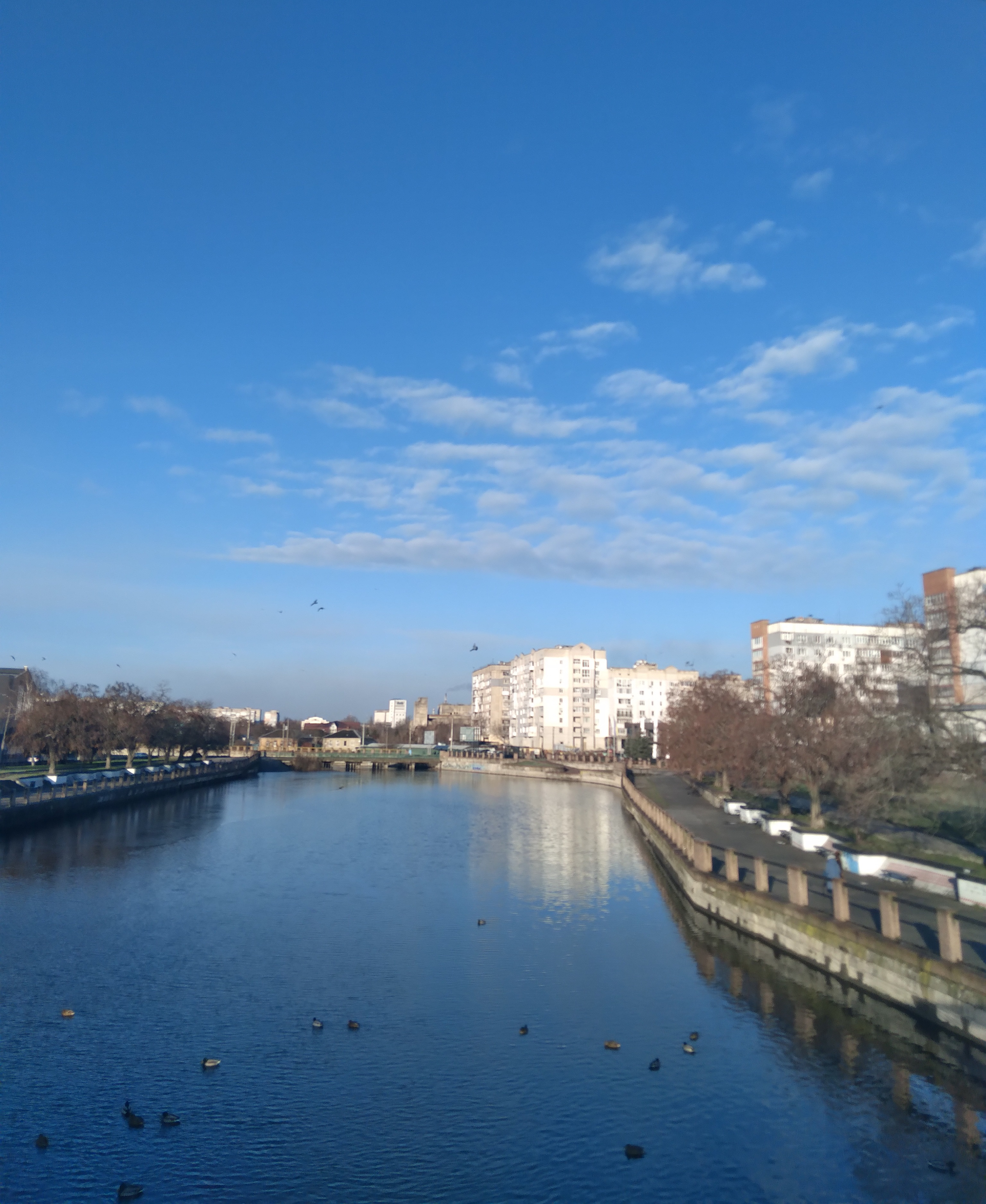
인굴강
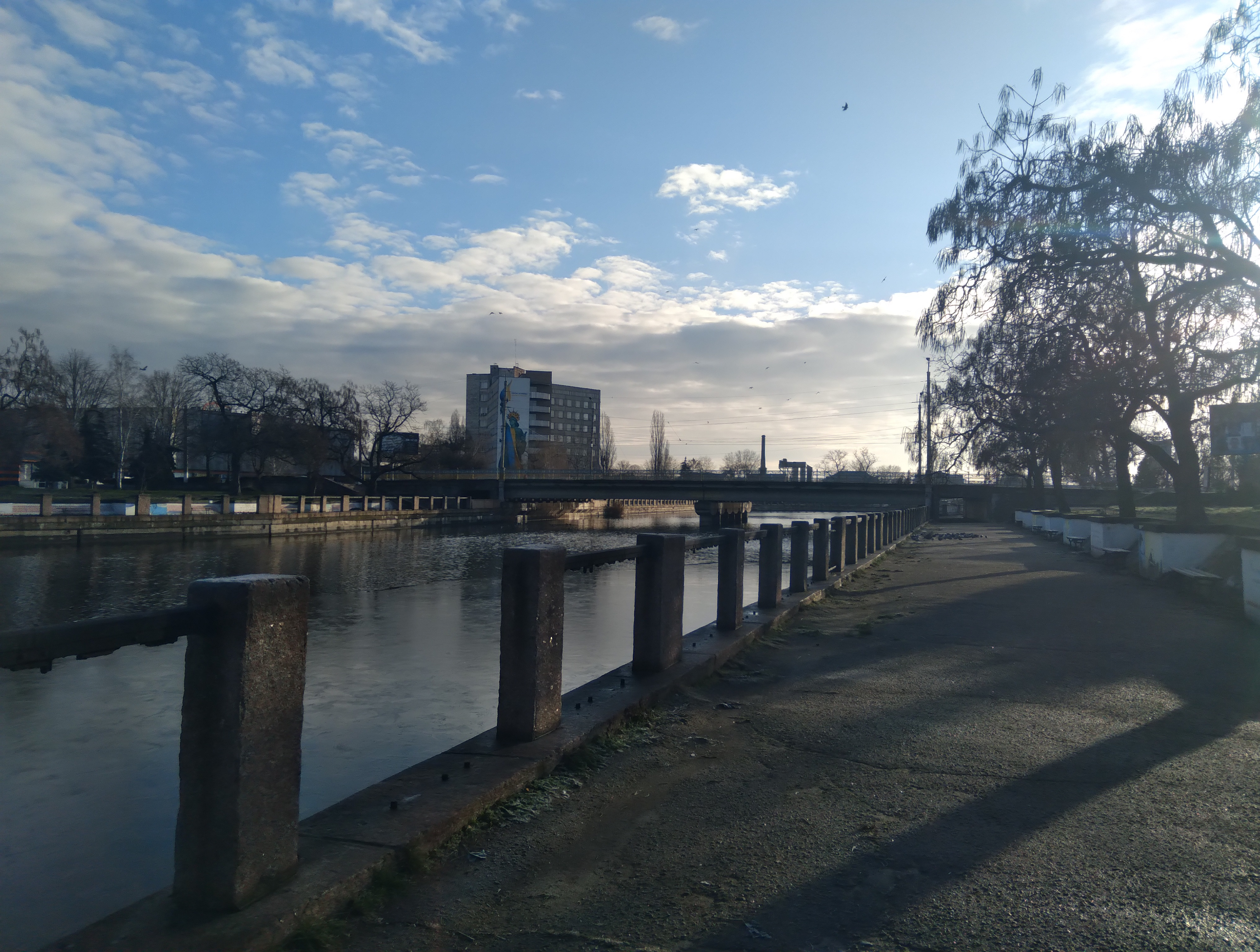
도심의 제방
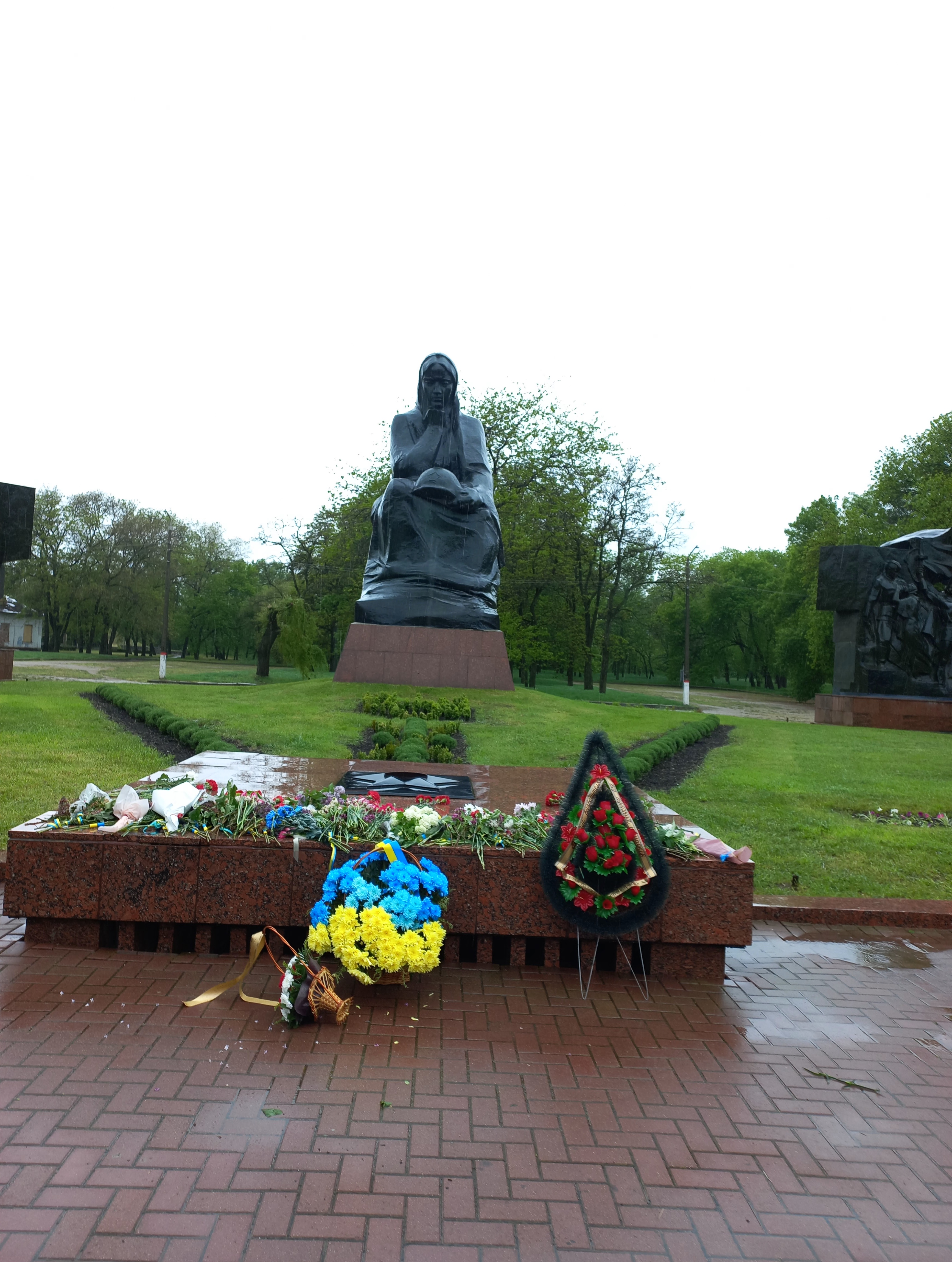
요새 내부의 조국 동상은 이 지역의 주요 관광 명소 중 하나입니다.